# Louis-Evariste Robert de Beauchamp
Louis-Evariste Robert de Beauchamp, né le 1er avril 1820 à Lhommaizé et mort le 19 février 1894 au château de Verrière, marquis romain, est un homme politique français.

## Biographie
Maître de forges, maire de Lhommaizé et conseiller général du canton de Lussac depuis 1846, il est élu député dans la 2e circonscription de la Vienne, le 24 septembre 1854, par 15 735 voix sur 15 857 votants. Réélu successivement, en 1857, par 21 051 voix sur 22 867 votants, en 1863, par 18 216 voix sur 24 061 votants, et en 1869, par 18 849 voix sur 25 068 votants, il vote constamment avec la majorité de résistance dynastique et est élu secrétaire du Corps législatif dans la dernière session.
Robert de Beauchamp (qui est le nom de famille complet) se retire de la vie politique à la chute de l'Empire, jusqu'en 1874, date à laquelle il pose sa candidature dans une élection partielle, pour remplacer Laurenceau décédé, et échoue face à son concurrent républicain, Lepetit, soutenu par Thiers. Mais Robert de Beauchamp est élu aux élections générales de 1876, à Montmorillon, par 10 026 voix sur 15 087 votants, contre Buteau, candidat républicain, et réélu aux élections nouvelles de 1877 par 9 525 voix sur 14 866 votants, contre Corderoy, candidat républicain. Il siège à droite.
Il est élu sénateur à l'élection complémentaire du 15 février 1885. Robert de Beauchamp siège toujours à droite.
Louis-Evariste Robert de Beauchamp est le beau-frère du baron de Soubeyran.

## Sources
- « Louis-Evariste Robert de Beauchamp », dans Adolphe Robert et Gaston Cougny, Dictionnaire des parlementaires français, Edgar Bourloton, 1889-1891 [détail de l’édition]